# EKO Cobra
EKO Cobra (Einsatzkommando Cobra) je avstrijska policijska specialna enota. EKO Cobra ne spada pod organizacijsko strukturo Avstrijske zvezne policije, temveč je pod direktno pristojnostjo zveznega ministrstva za notranje zadeve Republike Avstrije. 

## Zgodovina
Začetki enote EKO Cobra segajo v čas, ko je bila enota poimenovana GEK (Gendarmerieeinsatzkommando) Bad Vöslau in je bila prvotno formirana s strani lokalne policije zvezne dežele Spodnje Avstrije. Ustanovljena je bila zaradi potreb po zaščiti vzhodnoevropskih Judov, kateri so med migriranjem iz Avstrije v Izrael prejemali teroristične grožnje. Zaradi dobre taktične usposobljenosti enote, ki je bila kos izzivom tudi na drugih področjih policijskega delovanja, se je enota Gendarmerieeinsatzkommando z leti širila in se sčasoma povzpela po hierarhični lestvici policijske ureditve, ter tako iz regionalne enote prešla pod neposredno ureditev Generaldirektion für öffentliche Sicherheit, ki je bila vodilna veja javne varnosti ministrstva za notranje zadeve. 
Ime enote, Cobra, je posledica poimenovanja v medijih, ki so navdih za ime dobili po znani Ameriški TV seriji imenovani Mission: Impossible, ki je bila v Avstriji predvajana pod imenom Kobra, übernehmen Sie. Ime se je prvič pojavilo Junija leta 1973 v avstrijskem časopisu Kronen Zeitung. 
Odločilni korak, da se je enota iz začetne oblike razvila v enoto Cobra, kakršno poznamo danes in ki spada neposredno pod vodstvo Ministrstva za notranje zadeve Republike Avstrije, je bil narejen leta 1978. V največji meri kot odgovor na napad na Izraelske atlete na olimpijskih igrah leta 1972 v mestu München.  
Sedež enote se nahaja v mestu Wiener neustadt, druge izpostave pa so tudi v mestih Gradec, Linz in Innsbruck. 
Zvezno ministrstvo za notranje zadeve je ime enote iz GEK v EKO Cobra spremenilo leta 2002. 
Enota naj bi štela približno 450 pripadnikov. 

### Znane operacije
EKO Cobra je sodelovala v mnogih operacijah, med drugimi tudi pri reševanju talcev v zaporu Graz-Karlau leta 1996. Čeprav ni nikoli sodelovala pri reševanjih talcev v situacijah, v kakršnih so sodelovale tuje specialne enote, kot so na primer HRT, GIGN, GIS, NSG, ERU, GSG-9 in SAS, je enota EKO Cobra še vedno edina protiteroristična specialna enota, ki je uspešno zaključila akcijo reševanja ugrabljenega letala v času, ko je bilo letalo v zraku. 17. oktobra leta 1996 so štirje pripadniki Cobre na letalu Aeroflot Tupolev Tu-154, spremljali deportirane zapornike na Lagos. Med letom je moški nigerijskega porekla v pilotski kabini pričel groziti z nožem in zahteval preusmeritev letala v Nemčijo ali Južno Ameriko. Ekipa Cobre je napadalca obvladala in ga po pristanku predala v roke pristojnim oblastem. 
16. septembra leta 2013 je bilo 135 pripadnikov EKO Cobre skupaj z enotami Avstrijske vojske udeleženo v iskalni akciji Alois-a Huber-ja, vpletenega v streljanje v mestu Annaberg na Spodnjem Avstrijskem. Omenjeni je takrat s strelnim orožjem vzel življenje trem policistom in enemu reševalcu. 
Leta 2016 je 42 pripadnikov enote pomagalo nemškim policistom pri akciji, ki je sledila streljanju v München-u. 
Leta 2017 je bilo 20 pripadnikov EKO Cobre neposredno vpletenih v posredovanje pri hudih izgredih v predelu Schanzenviertel v mestu Hamburg med srečanjem vrha skupine G20. Trije pripadniki so bili v akciji poškodovani.

## Rekrutacija in usposabljanje
Na selekcijski izbor specialne enote EKO Cobra se lahko prijavi vsak, ki je zaposlen v avstrijski zvezni policiji. Izbor je sestavljen iz zdravniškega pregleda, psihološkega testiranja in zahtevnega preizkusa fizičnih sposobnosti. Tisti, ki uspešno opravijo vsa testiranja se nato udeležijo 6 mesečnega strokovnega usposabljanja, del katerega so sklopi iz natančnega streljanja, taktičnega usposabljanja, različnih športov, vožnje vozil, obvladanja vrvne tehnike, samoobrambe, itd. Poleg vrlin, ki se jih kandidati naučijo tekom osnovnega usposabljanja, je kasneje po sprejetju v enoto možna tudi specializacija na posameznih področjih, kot so na primer padalstvo, potapljanje, ostrostrelstvo in delo z eksplozivnimi sredstvi. 

## Organiziranost
Sedež enote se nahaja v mestu Wiener Neustadt. Izvaja vse administrativne aktivnosti in skrbi za usposabljanja pripadnikov enote EKO Cobra. Drugi uradi se nahajajo v mestih Dunaj, Gradec, Linz in Insbruck, manjši oddelki pa se nahajajo tudi v mestih Celovec, Solnograd in Feldkirch. Vsak urad je sestavljen iz štirih ekip, oddelki pa sestojijo iz dveh. Tovrstna struktura omogoča enotam, da so lahko v manj kot sedemdesetih minutah na katerikoli lokaciji v Avstriji.